# Caperó

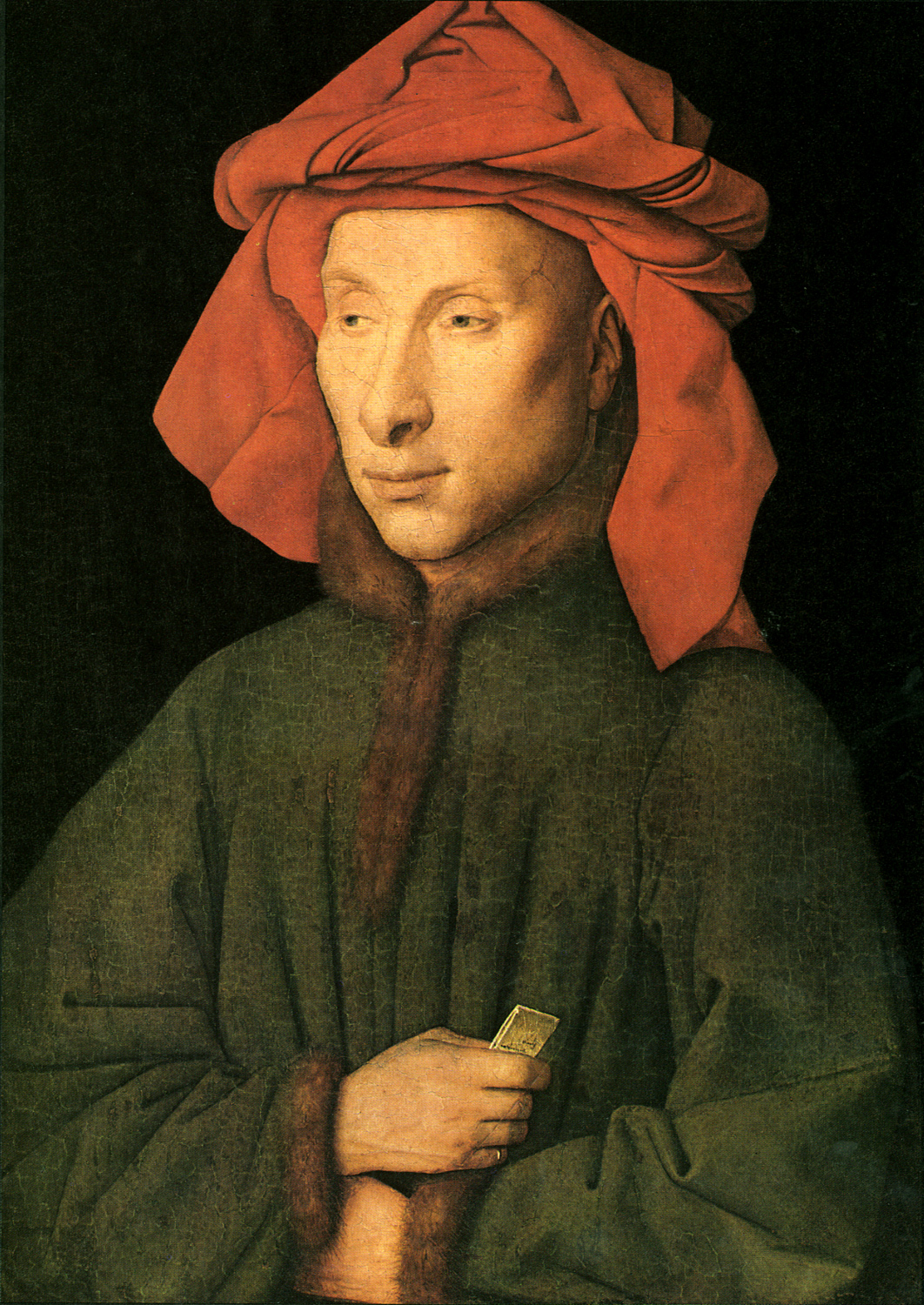
Retrat presumptament de Giovanni Arnolfini per Jan van Eyck, finals de la dècada de 1430.

El caperó era una peça rodona de teixit, de punt o de feltre que serveix per a cobrir i abrigar el cap. Era de moda a Europa occidental durant l'edat mitjana. Inicialment una vestidura utilitària, va començar desenvolupant una llarga coleta, en part decorativa, a la part posterior, es va transformar en un abillament per al cap complex, versàtil i costós després que el que era l'obertura vertical per a la cara va començar a ser utilitzat com una obertura horitzontal per al cap. Va ser molt de moda a mitjan segle xv a Borgonya, abans de passar de moda cap a la fi del segle xv i recobrar la condició utilitària. És la vestimenta de cap per home més freqüent a la pintura flamenca primitiva, però té un tall complicat que sovint és mal interpretat.
Caperó deriva del llatí medieval cappa, d'origen incert que també va donar capell, capa, caputxa, des d'on que va passar al francès chaperon, i d'aquí a la versió catalana.

## Orígens humils

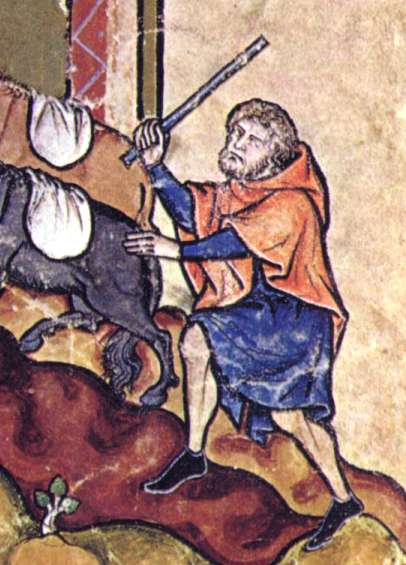
Forma original de caperó, utilitzat amb la caputxa retreta del cap. Molts eren més curts que el d'aquest exemple. Bíblia Morgan, meitat del.

El caperó va aparèixer al segle xii com una caputxa amb una capa curta, que es posava per sobre del cap, o que es lligava al capdavant. El caperó podia ser retirat del cap i que pengés en el clatell, amb la capa curta al voltant del coll i les espatlles. Sovint la vora de la capa era cosida, tallada o amb serrells en una terminació decorativa. Es feien de llana, per a clima fred, i de teixits més lleugers per a l'estiu. Amb aquest disseny va romandre de moda per les classes baixes fins a la fi de l'Edat Mitjana, tant per homes com a dones, especialment al nord d'Europa. El caperó era àmpli a la zona posterior, i de vegades acabava en una coleta en punta.
En la paremiologia catalana hi ha el refrany «si Montserrat porta caperó, aigua abundor», que vol dir quan la muntanya tenia un caperó de núvols, això anuncia pluja.

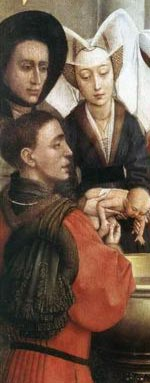
El caperó de l'home de vermell mostra clarament el patte, el bourrelet i el cornette. L'home a la zona superior posseeix un bourrelet més gran i el seu patte es troba lligat sota el seu mentó.

## Galeria

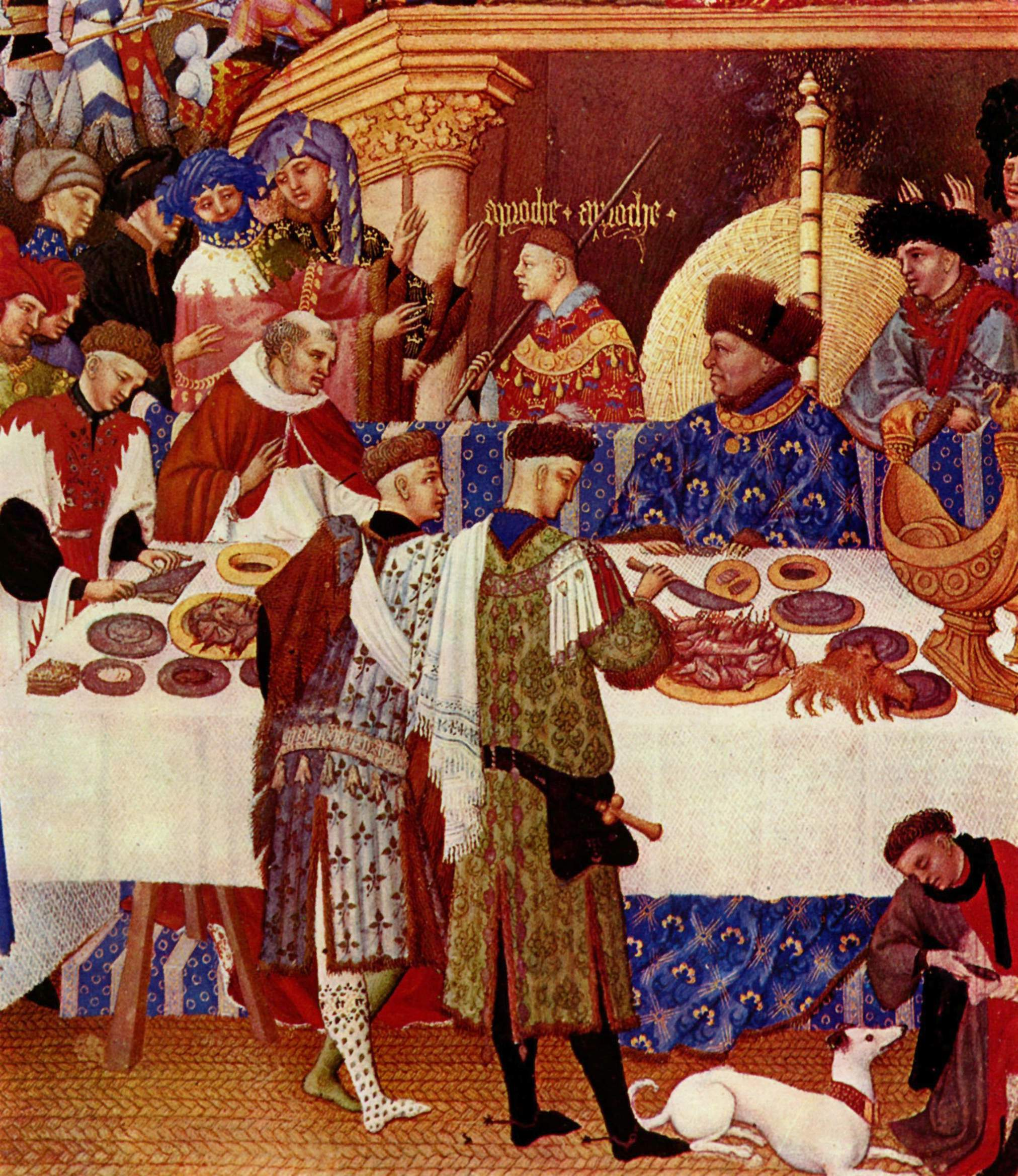
Les molt riques hores del Duc de Berry, c1410. Els dos cortesans dempeus darrere de la taula a l'esquerra vesteixen caperons de confecció elaborada.
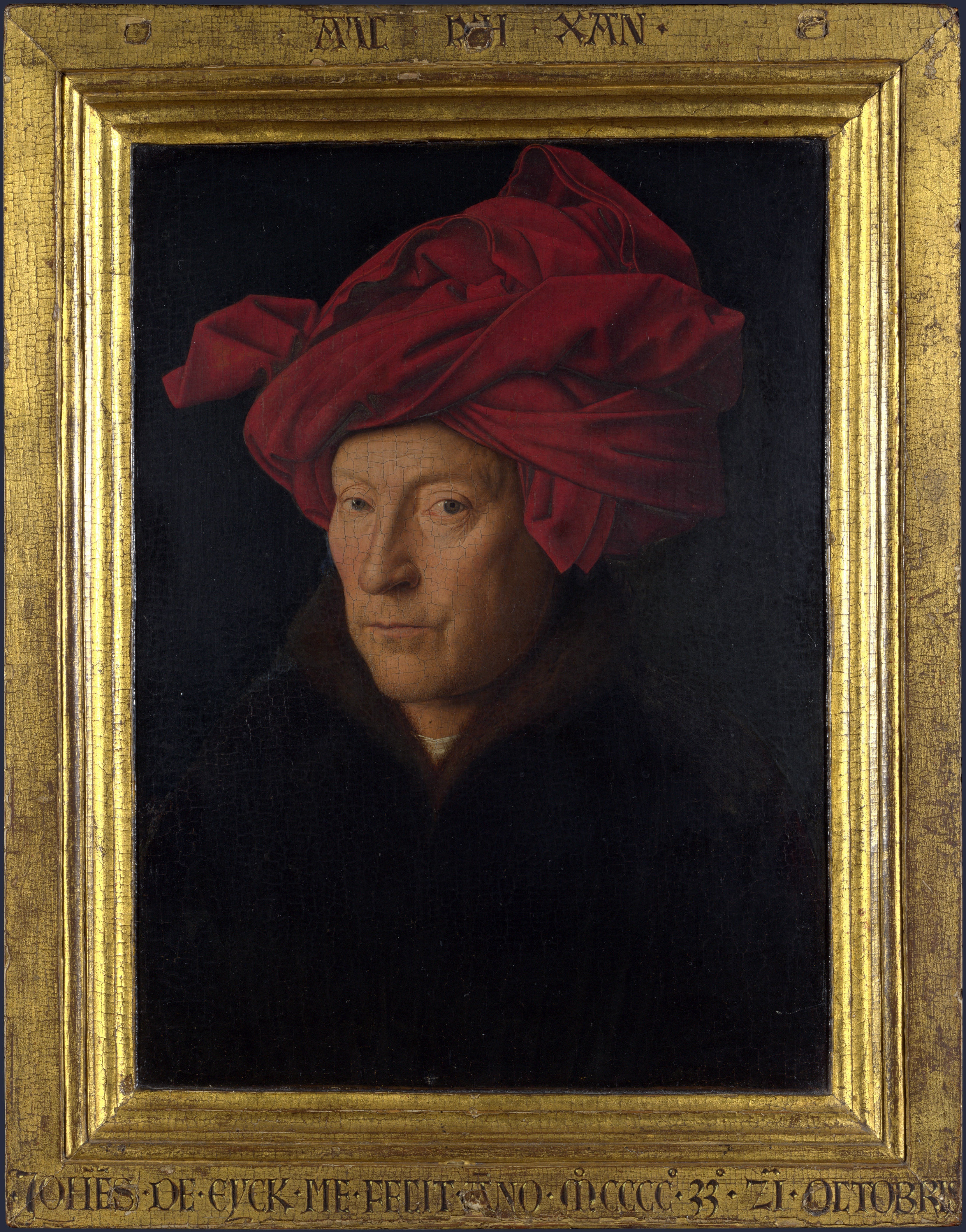
Probablement un autoretrat de Jan van Eyck de 1433
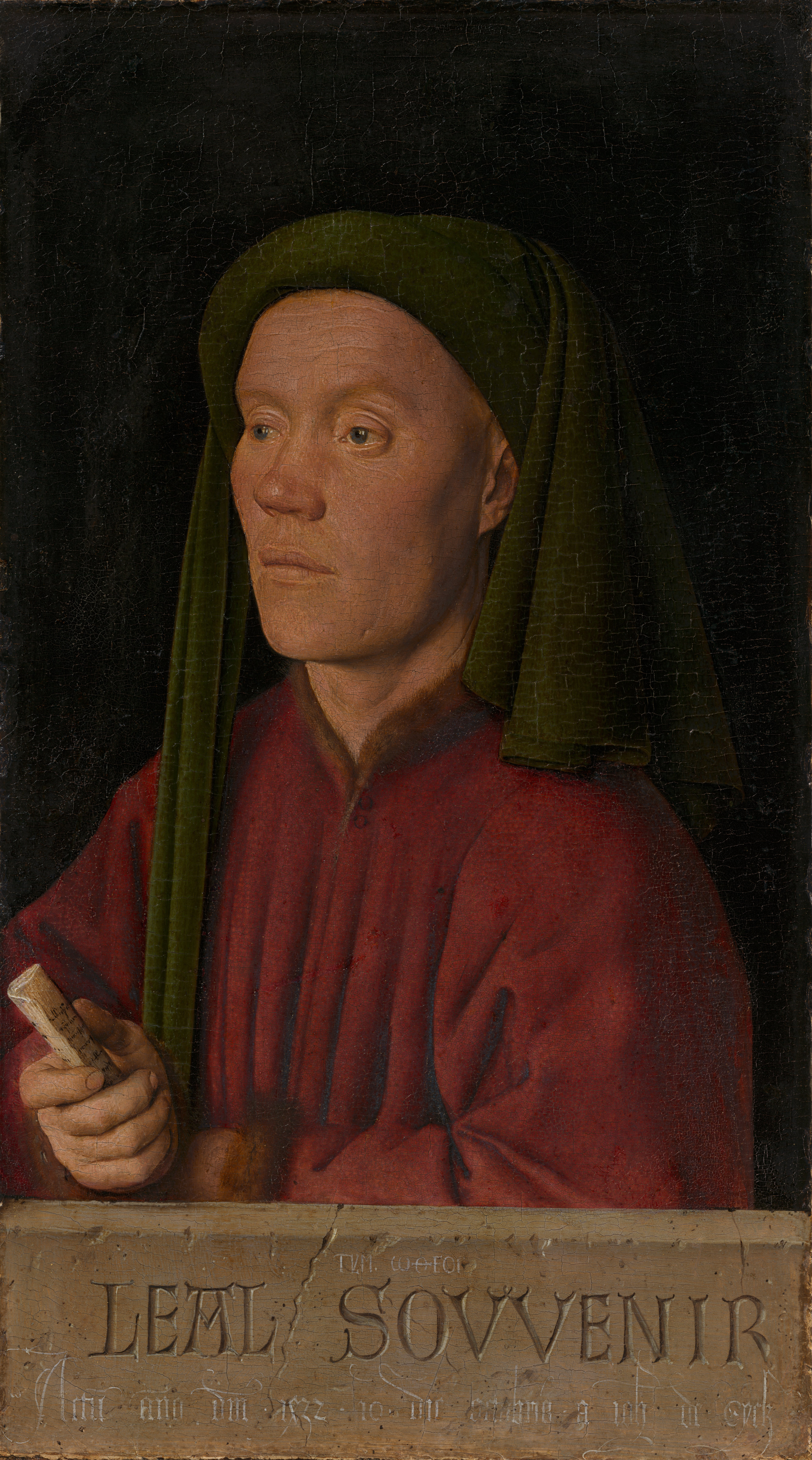
Léal Souvenir de Jan van Eyck 1432. Un caperó simple de llana, amb bourrelet, i cornette caient cap endavant
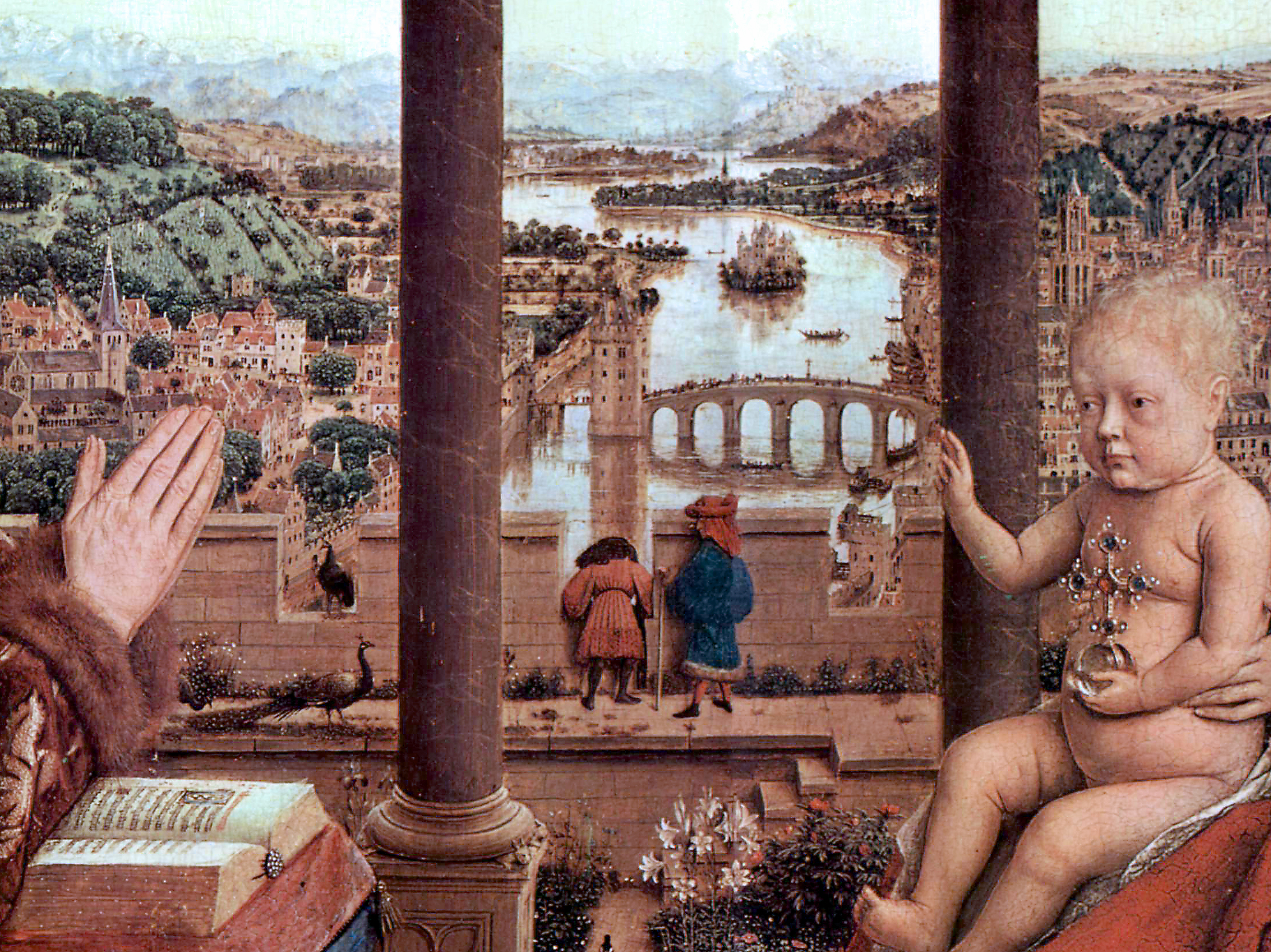
Detall de l'obra La Mare de Déu del canceller Rolin de Jan van Eyck, c. 1435 -dos ciutadans vesteixen els seus pattes per enrere. S'observa la cornette del situat a l'esquerra en la part davantera d'ell.
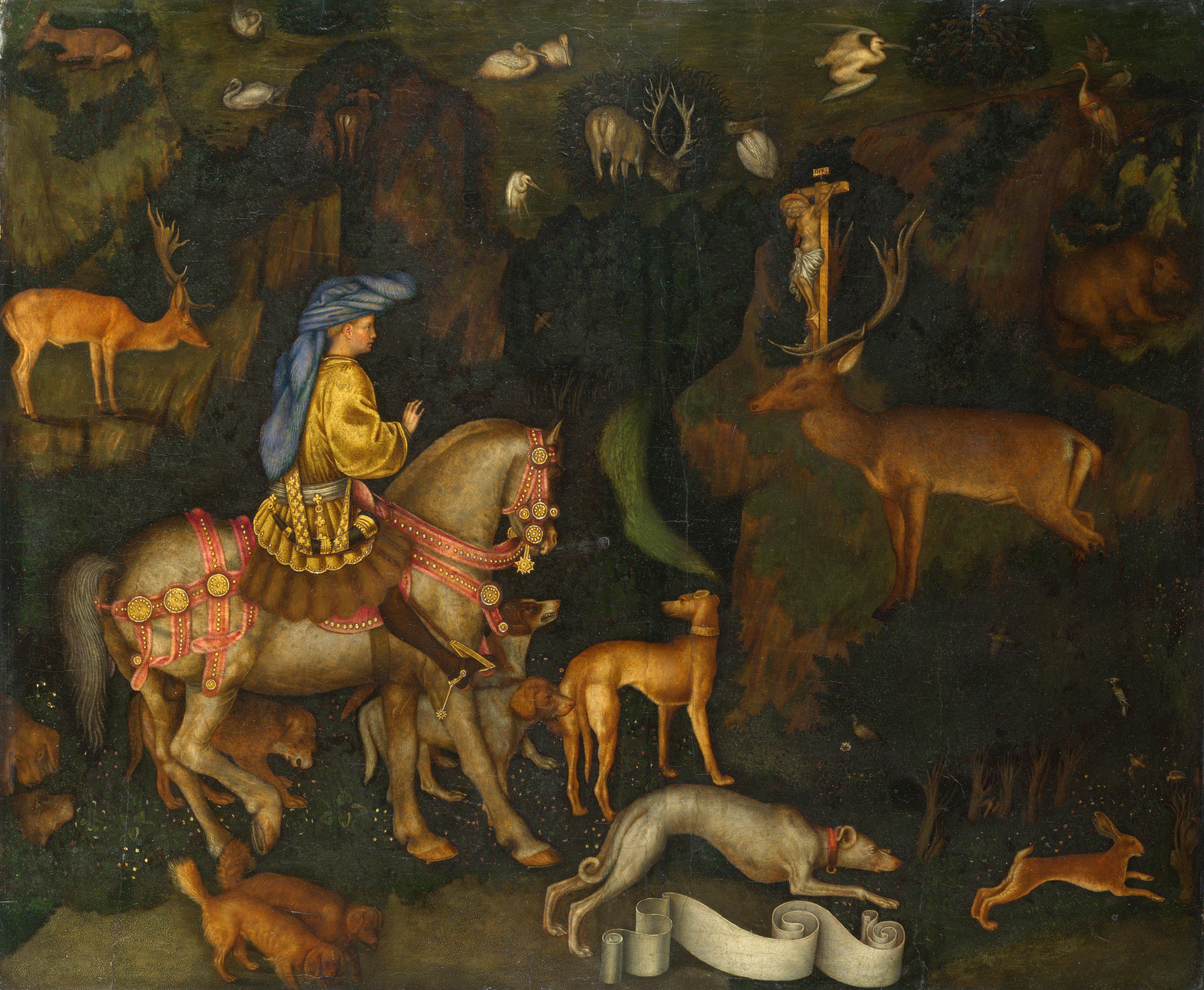
La Visió de Sant Eustaci per Pisanello, c. 1440. El sant vesteix un caperó summament voluminós. Igual que amb altres barrets pintats per Pisanello, el dibuix pot ser una exageració dels barrets reals